# Venomverso
"Venomverso" es una serie limitada de Marvel Comics publicado entre noviembre y diciembre de 2017 protagonizado por Venom.
Fue escrito por Cullen Bunn y dibujado por Iban Coello.

## Historial de publicaciones
Marvel comenzó un nuevo cómic de Venom en 2016, donde el personaje principal era Lee Price, un nuevo presentador del simbionte, pero Eddie Brock, el Venom original, regresó en Venom #6 a petición de los fanáticos.Este regreso pronto fue seguido por la miniserie Edge of Venomverse, protagonizada por Venom y versiones alternativas de otros personajes de Marvel.El arco real de Venomverse se lanzó después de la conclusión de la miniserie Edge of..., escrita por Cullen Bunn y dibujada por Iban Coello, quienes ya habían trabajado juntos en Deadpool & the Mercs for Money.El editor Devin Lewis la describió como "la historia de Venom más grande de todos los tiempos", y tenía la intención de convertir a Venom en un personaje importante en el universo Marvel.Bunn señaló que la mayoría de los otros personajes principales fueron seleccionados porque parecerían anfitriones inesperados del simbionte. Lewis mencionó a Deadpool en particular y dijo que "Deadpool es uno de nuestros principales protagonistas venenosos. Tiene mucho corazón y también es una fuente de imprevisibilidad, locura y tontería".Bunn prefirió en cambio su versión de Rocket Raccoon.
La serie también presentó una nueva raza alienígena, los Venenos, basada en diseños de personajes de Ed McGuinness. Venomverse: War Stories se lanzó junto con el evento principal y sirvió como una segunda serie de antología basada en los personajes. Incluía una historia sobre Punisher, escrita y dibujada por Declan Shalvey.Los Venenos fueron introducidos en el Universo Marvel en el arco "Poison X", un cruce entre los cómics de Venom y X-Men Blue, que creó Venomized, la secuela de Venomverse, de los mismos autores.

## Trama
Después de una batalla con Jack O'Lantern, Venom desaparece repentinamente y aparece en una dimensión alternativa, convocado por el local Doctor Strange. Fue reclutado para una guerra en curso entre los Venoms y los Venenos. Los Venoms son muchas versiones alternativas de personajes conocidos de Marvel Comics, todos ellos vinculados con un Simbionte. Esto incluye un alternativo Spider-Man y Mary Jane Watson del cómic Renew Your Vows, pero también personajes que generalmente no están relacionados con los mitos de Spider-Man, como el Dr. Strange, el Capitán América, Rocket Raccoon, Ghost Rider y X-23. Los Venenos son criaturas que se alimentan de héroes unidos a simbiontes, lo que convierte permanentemente tanto al anfitrión como al simbionte en uno de ellos. Están dirigidos por un envenenado Dr. Doom.
El Dr. Strange se da cuenta de que traer Venoms para continuar la guerra solo les da más presas a los Venenos, por lo que devuelve a todos a su realidad nativa antes de morir. Sin embargo, la guerra hizo que los venenos se dieran cuenta del multiverso y deciden explorar dimensiones alternativas por su cuenta. La escena final revela que Doom en realidad trabajó para Thanos, quien también está envenenado.

## En otros medios

### Videojuegos
Diferentes encarnaciones de Poisons aparecen como personajes jugables en el juego móvil Spider-Man Unlimited.

### Cine
En la escena de mitad de créditos de la película del Universo Spider-Man de Sony (USS) Venom: Let There Be Carnage (2021), Venom le revela a su presentador Eddie Brock que tienen "conocimientos de colmena en todos los universos", un concepto que se origina en Venomized Gwen Poole de la subserie de Venomverse Edge of Venomverse y descrita por su simbionte como exclusiva de ella, antes de que el dúo se encuentre repentinamente transportado al Universo cinematográfico de Marvel (UCM).

## Ediciones recopiladas
| Título             | Material recolectado    | Fecha de Publicación | ISBN           |
| ------------------ | ----------------------- | -------------------- | -------------- |
| Venomverse         | Venomverse #1-5         | Septiembre 2018      | 978-1302909345 |
| Edge Of Venomverse | Edge Of Venomverse #1-5 | Noviembre 2017       | 978-1302908560 |